# Trina de Moya
María de los Ángeles Trinidad de Moya Pérez (La Vega, 13 de enero de 1863-Santurce, 13 de marzo de 1941), conocida como Trina de Moya, fue una poeta y escritora de República Dominicana. De Moya fue primera dama de la República Dominicana como esposa del presidente Horacio Vásquez durante tres mandatos no consecutivos. Fue la primera esposa presidencial dominicana en ser llamada primera dama, título que se hizo de uso público generalizado durante su tercer mandato, de 1924 a 1930.
Las obras literarias más conocidas de Trina de Moya incluyen la versión dominicana de Himno a la Madre, himno latinoamericano dedicado a las madres, que fue presentado por primera vez el 30 de mayo de 1926. A menudo publicaba su poesía y otros escritos bajo los seudónimos literarios "T. Colombina" y "Angela".

## Trayectoria
Trina de Moya nació en La Vega, República Dominicana, el 13 de enero de 1863. Hija de Antonia Mauricia Pérez y Román Martín de Moya Portes quienes tuvieron ocho hijos, incluida ella. De Moya y su familia eran parientes de Emilio Portes Gil, que fue presidente de México de 1928 a 1930.
De Moya se interesó por la poesía y la literatura durante su infancia y adolescencia. Escribió muchos poemas durante su juventud, pero luego destruyó la mayoría de estas obras, que consideraba mediocres.
En 1888 se casó con el general Horacio Vásquez cuando tenía 26 años. Vásquez fue presidente de la República Dominicana durante diferentes períodos, incluido el de presidente provisional de septiembre de 1899 a noviembre de 1899 y de 1902 a 1903. Posteriormente fue elegido democráticamente presidente desde 1924 hasta que fue derrocado en un golpe de Estado liderado por Rafael Trujillo en 1930. Tras su boda, Vásquez y de Moya vivieron en Tamboril, República Dominicana, durante varios años antes de mudarse a la ciudad de Moca. De Moya nunca tuvo hijos, aunque el periódico El Caribe sí menciona una hija adoptiva, Edilia Antonia "Toñita" De Moya.
Trina de Moya se convirtió en una poeta y escritora de éxito mientras vivía en Moca.Utilizando el seudónimo de T. Colombina, de Moya escribió un poema llamado El estudio, que se publicó por primera vez en la revista literaria Ilustrada No.16 el 15 de marzo de 1899. También publicó su poema El campo usando el mismo apodo de T. Colombina. De Moya fundó el Club de Mujeres de Moca y el Club de Mujeres de Santiago en 1906. Dirigió ambas organizaciones y supervisó sus iniciativas culturales y sociales. De Moya ganó un premio en los Juegos Florales de La Vega de 1915 por su composición Patria y la mujer dominicana. Obtuvo el primer lugar con su poema Soneto a María en la fiesta de coronación de Nuestra Señora de la Altagracia en 1922. Otras obras destacadas incluyen Añoranzas, un libro de prosa.
De Moya había ejercido brevemente como primera dama en 1899 y de nuevo de 1902 a 1903 durante las presidencias provisionales de su marido. Regresó al cargo de 1924 a 1930 durante el tercer mandato de Horacio Vásquez. Trina de Moya fue la primera esposa presidencial en ser llamada "primera dama" por los dominicanos. El término "primera dama" se originó en los Estados Unidos a finales del siglo XIX, antes de ganar popularidad en la República Dominicana durante la década de 1920. De Moya se centró en los derechos de la infancia, la cultura, la educación y las cuestiones humanitarias durante su mandato como primera dama. Fue anfitriona de eventos y veladas literarias en el Palacio Nacional. También acompañó al Presidente Vásquez en viajes oficiales nacionales e internacionales. Trina de Moya continuó escribiendo y publicando mientras ejercía como primera dama en la década de 1920.
La primera dama de Moya y la educadora dominicana Ercilia Pepín fueron de las primeras en promover el Día de la Madre como nueva fiesta nacional a partir de 1926. El gobierno de Vásquez creó la festividad aprobando la Ley Número 370 de 1926, que fijaba el Día de la Madre el último domingo de mayo. Trina de Moya escribió la versión dominicana de Himno a la madre, himno popular latinoamericano dedicado a las madres. Con motivo del primer Día de las Madres oficial, el Himno a la madre fue presentado en una actuación coral en la iglesia y convento de los Dominicos de Santo Domingo el 30 de mayo de 1926, con acompañamiento musical compuesto por el Padre Manuel de Jesús González.
En 1929, la primera dama de Moya publicó un libro de poesía en verso titulado Patria y hogar. El libro de poesía incluía un prólogo escrito por el poeta dominicano Fabio Fiallo.
El presidente Horacio Vásquez fue derrocado en un golpe de Estado de 1930 liderado por Rafael Trujillo, el dictador que gobernaría la República Dominicana durante los siguientes treinta años. Vásquez y de Moya fueron enviados al exilio en Puerto Rico, pero se les permitió regresar. Él y su esposa vivieron en exilio interno en su casa de la calle Real 97 en Tamboril hasta su muerte. Horacio Vásquez falleció el 25 de marzo de 1936 y fue enterrado en la Iglesia Católica de San Rafael de Tamboril, República Dominicana.
Trina de Moya murió de cáncer de garganta el 13 de mayo de 1941, en Santurce, Puerto Rico, a donde había viajado para recibir tratamiento médico. Fue enterrada junto a su esposo en la Iglesia Católica de San Rafael de Tamboril. En 1989, el presidente Joaquín Balaguer ordenó que los restos de Moya fueran enterrados nuevamente en el Panteón Nacional de la República Dominicana en Santo Domingo, pero su cuerpo no fue trasladado.

## Legado
Trina de Moya era devota de Nuestra Señora de Lourdes. Encargó un cuadro de Nuestra Señora de Lourdes a Francia y donó la imagen a la Iglesia Católica San Rafael en Tamboril.
El pequeño municipio de Villa Trina en la provincia de Espaillat lleva el nombre de la poeta y ex-primera dama.
La hija adoptiva de Trina de Moya, Edilia Antonia "Toñita" De Moya, donó la casa de sus padres en el 97 de la calle Real en Tamboril a la arquidiócesis Católica Romana de Santiago de los Caballeros el 23 de mayo de 1989. La Iglesia Católica, a su vez, arrendó la casa a la Fundación Horacio Vásquez por un período de 50 años a partir de 2019. La fundación anunció planes para restaurar la residencia y convertirla en un museo dedicado a Horacio Vásquez y Trina de Moya.
La estación de metro Trina de Moya de Vásquez, inaugurada en la Línea 2B del Metro de Santo Domingo en agosto de 2018 lleva su nombre en su honor. Otras tres nuevas estaciones de metro de la Línea 2B también llevan el nombre de mujeres dominicanas destacadas: la educadora Ercilia Pepín y las activistas independentistas Concepción Bona y Rosa Duarte.
Un parque y centro cultural en Tamboril también recibieron el nombre del difunto poeta y primera dama.